# Hyperbaena
Hyperbaena es un género con 69 especies de plantas de flores perteneciente a la familia Menispermaceae. Se encuentra en Centroamérica y Sudamérica.

## Especies seleccionadas
- Hyperbaena acutifolia
- Hyperbaena allenii
- Hyperbaena angustifolia
- Hyperbaena apiculata
- Hyperbaena axilliflora
- Hyperbaena banisteriaefolia
- Hyperbaena brevipes
- Hyperbaena brunnescens
- Hyperbaena columbica
- Hyperbaena cubensis (Griseb.) Urb. - cicharroncillo de Cuba[1]
- Hyperbaena jalcomulcensis E. Pérez & Cast.-Campos
- Hyperbaena prioriana Miers
- Hyperbaena valida Miers